# باي يانغ (لاعب كرة قدم)
باي يانغ هو لاعب كرة قدم صيني، ولد في 6 مارس 1998.